# Лейтес, Натан Шоломович
Ната́н Шо́ломович Ле́йтес (15 февраля 1937 Ленинград — 30 декабря 2013 года Санкт-Петербург) — советский и российский музыкант, энтузиаст джаза, организатор концертов, основатель первого в СССР (Ленинград, 1958) джазового клуба, основатель клуба «Квадрат».

## Биография
Родился в Ленинграде 15 февраля 1937 года в еврейской семье.
В начале 1950-х, учась в ЛЭТИ, организовал «Секцию джаза в клубе любителей музыки». В 1958 году в Ленинграде появился самый первый джаз-клуб. Он назывался «Д-58»(«д» — «джаз») и существовал в ДК им. Кирова. Организовался в ДК им. Горького, но просуществовал недолго. А потом переместился в ДК им. Кирова и существовал там с осени 1958 года до отчётного концерта 22 мая 1959 г., но осенью власти закрыли клуб. Потом возник клуб в Университете — в 1961 году. В 1962 году он провел в Университете встречу с оркестром Бенни Гудмана. В 1962 году начал существовать клуб в ЛЭТИ. Осенью 1962 года закрыли клуб в ЛЭТИ, весной 1963 года закрыли университетский клуб. В декабре 1964 года в ДК Ленсовета был открыт «Клуб молодёжи», точнее музыкальная секция «Клуба молодежи», при которой существовал клуб «Квадрат».
Название «Квадрат» (в смысле chorus) означает одно законченное проведение темы в джазе. Музыканты джазового мейнстрима выстраивают свою игру как ряд квадратов — вариаций темы.
«Квадрат» оказался самым долговечным джаз-клубом, он существует и сейчас стараниями председателя Натана Лейтеса. Позже джаз-клубы стали появляться повсеместно. В Советском Союзе, где культурная элита была устремлена к «духовному», само понятие джазового клуба подверглось переосмыслению. На Западе это заведение, где можно послушать джаз. То, что в СССР называли джаз-клубом, больше соответствовало западному «jazz appreciation society». Это было место, где собирались обсудить и послушать в записи свою любимую музыку. Джаз-клубы устраивали лекции, выпускали плакаты, значки, брошюры, бюллетени (материальные предметы для коллекционеров) и стремились проводить отдельные концерты и серии концертов — фестивали.
Среди музыкантов «Квадрата» были самые известные джазмены России — Давид Голощёкин, Геннадий Гольштейн, Ленинградский диксиленд, Игорь Бутман, Михаил Костюшкин, Олег Кувайцев и другие.
Умер 30 декабря 2013 года в Санкт-Петербурге. Был кремирован. Во время церемонии прощания в Санкт-Петербургском крематории, музыканты играли джаз.